# Buckhaven
Buckhaven är en ort i Storbritannien.   Den ligger i kommunen Fife och riksdelen Skottland, i den centrala delen av landet, 500 km norr om huvudstaden London. Buckhaven ligger 28 meter över havet och antalet invånare är 16 063.
Terrängen runt Buckhaven är huvudsakligen platt, men norrut är den kuperad. Havet är nära Buckhaven åt sydost. Närmaste större samhälle är Kirkcaldy, 9,9 km sydväst om Buckhaven. 